# Värings socken
Värings socken i Västergötland ingick i Vadsbo härad, ingår sedan 1971 i Skövde kommun och motsvarar från 2016 Värings distrikt.
Socknens areal är 41,06 kvadratkilometer varav 40,27 land. År 2000 fanns här 1 010 invånare.  Tätorten Väring med sockenkyrkan Värings kyrka ligger i socknen.

## Administrativ historik
Socknen har medeltida ursprung.
Vid kommunreformen 1862 övergick socknens ansvar för de kyrkliga frågorna till Värings församling och för de borgerliga frågorna bildades Värings landskommun. Landskommunen uppgick 1952 i Binnebergs landskommun som 1971 uppgick i Skövde kommun. Församlingen införlivade 2002 Locketorps församling.

1 januari 2016 inrättades distriktet Väring, med samma omfattning som församlingen hade 1999/2000.
Socknen har tillhört län, fögderier, tingslag och domsagor enligt vad som beskrivs i artikeln Vadsbo härad. De indelta soldaterna tillhörde Skaraborgs regemente, Södra Vadsbo kompani och Västgöta regemente, Vadsbo kompani.

## Geografi
Värings socken ligger norr om Skövde med sjön Östen i nordost. Socknen är en slättbygd med odlingsbygd i väster med skogsmark i söder.

## Fornlämningar
Från bronsåldern finns gravrösen. Från järnåldern finns sex gravfält, stensättningar och domarringar. Vid Bankälla finns ett stort urnegravfält från förromersk tid.

## Namnet
Namnet skrevs 1397 Wäreng och kommer från kyrkbyn. Efterleden är äng. Förleden kan möjligen innehålla vera, 'vistelseort'.